# Ekscytotoksyczność
Ekscytotoksyczność – patologiczny proces, w którym neurony są uszkadzane i zabijane przez glutaminian i podobne związki chemiczne. Ekscytotoksyczność zachodzi, gdy dojdzie do nadmiernej aktywacji receptorów AMPA i NMDA przez ekscytotoksyczny neurotransmiter – kwas glutaminowy. Ekscytotoksyny takie jak NMDA i kwas kainowy, które wiążą się do tych receptorów, a także zbyt wysokie stężenia glutaminianu mogą wywołać ekscytotoksyczność poprzez zwiększenie liczby jonów wapnia wchodzących do komórki. Napływ jonów Ca2+ do komórek aktywuje liczne enzymy, w tym fosfolipazy, endonukleazy i proteazy, takie jak kalpaina, które uszkadzają struktury komórkowe; składniki cytoszkieletu, błon komórkowych i DNA.
Ekscytotoksyczność jest mechanizmem występującym przy udarze mózgu, urazach mózgowia oraz chorobach neurodegeneracyjnych ośrodkowego układu nerwowego, takich jak stwardnienie rozsiane, choroba Alzheimera, stwardnienie zanikowe boczne, choroba Parkinsona i choroba Huntingtona. Innymi stanami, w których może dochodzić do nadmiernej koncentracji glutaminianu wokół neuronów, są hipoglikemia i stan padaczkowy.